# Xã Nelson, Quận Tioga, Pennsylvania
Xã Nelson (tiếng Anh: Nelson Township) là một xã thuộc quận Tioga, tiểu bang Pennsylvania, Hoa Kỳ. Năm 2010, dân số của xã này là 571 người.